# Mujeres Libres
Mujeres Libres (in italiano "Donne libere") è stata un'organizzazione femminista dentro dell'anarcosindacalismo spagnolo, presente dall'aprile 1936 al febbraio del 1939, durante la Guerra civile spagnola. Assieme alla Confederación Nacional del Trabajo, alla Federación Ibérica de Juventudes Libertarias e alla Federación Anarquista Ibérica costituì una delle organizzazioni classiche dell'anarchismo spagnolo.
Nonostante l'uguaglianza di genere proposto dalla CNT sin dalla sua origine, molte delle donne che militavano nel movimento pensarono che era necessario un'organizzazione specifica per sviluppare a pieno le proprie capacità e le proprie lotte politiche.

## Storia

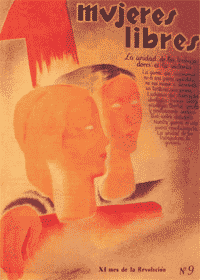
Copertina del numero 9 della rivista "Mujeres Libres" (1938).

Nel 1934 Amparo Poch y Gascón, Lucía Sánchez Saornil e Mercedes Comaposada fondarono la rivista Mujeres Libres, che era portavoce della Federación Mujeres Libres e promulgatrice della liberazione della donna operaia. La Federazione crebbe velocemente e nell'ottobre del 1938 aveva più di 20.000 militanti.
Era una rivista per donne e scritta da donne. Vietò la collaborazione di uomini, ad eccezione dell'artista Baltasar Lobo, che era l'illustratore e impaginatore della pubblicazione.
Il gruppo Mujeres Libres di Madrid e il Grupo Cultural Feminino di Barcellona si unirono nel settembre del 1936 nella Agrupación de Mujeres Libres. In seguito a questa fusione, a Barcellona si fondarono delle mense collettive, si organizzarono corsi di alfabetizzazione, infermeria, puericultura e invii di viveri a Madrid che era sotto assedio.
La Agrupación Mujeres Libres aprì una Escuela de Chóferes (scuola di conducenti) per donne, per essere utili nei Servizi di Sanit´della retroguardia. Inoltre organizzò corsi per donne come conducenti di tram.

## Film sulle Mujeres Libres
- Libertarias (1996)